# Lei (Marracash)
Lei è un singolo del rapper italiano Marracash, pubblicato il 4 aprile 2025 come secondo estratto dall'ottavo album in studio È finita la pace.

## Descrizione
Il brano, scritto dallo stesso rapper, è prodotto da Alessandro Pulga, in arte Marz, e Stefano Tognini, in arte Zef, e ha esordito direttamente alla quinta posizione della classifica dei singoli italiana.

## Video musicale
Il video musicale, diretto da Giulio Rosati, è stato pubblicato il 24 aprile 2025 attraverso il canale YouTube del rapper.

## Tracce
Testi di Fabio Bartolo Rizzo, musiche di Alessandro Pulga e Stefano Tognini.
1. Lei – 3:43

## Classifiche
| Classifica (2024) | Posizione massima |
| ----------------- | ----------------- |
| Italia            | 5                 |